# Кубанска народна република
Кубанска народна република (на руски: Кубанская народная республика, на украински: Кубанська Народна Республiка) е казашко държавно образувание в Кубан, съществувало в периода от 28 януари 1918 до 17 март 1920 г. То е създадено след разпадането на Руската империя, обхващало е територията на бившата Кубанска област и Кубанската казашка армия.